# Margaret Wenig
Margaret Wenig (1957) es una rabina estadounidense conocida por defender los derechos LGBT dentro del judaísmo reformista.

## Biografía
Margaret se volvió espiritualmente consciente a una edad temprana. Un momento fundamental en su desarrollo ocurrió cuando estaba en sexto grado y organizó una fiesta de cumpleaños, a la que invitó a todos sus compañeros de clase excepto a un niño, que quedó por ello completamente desolado. Se dio cuanto, entonces, de cuánto había lastimado al niño, y esto la puso en un camino de introspección y conciencia religiosa.
En 1976, ella y Naomi Janowitz publicaron Siddur Nashim, que fue el primer libro de oraciones judío en referirse a Dios usando pronombres e imágenes femeninos.
Se graduó de la Universidad de Brown en 1978, y fue ordenada en 1984.
En 1990, escribió el sermón God is a Woman and She is Growing Older (en español: "Dios es una mujer y ella está envejeciendo").
En 1995, Sharon Kleinbaum, Russell Pearce y ella enviaron una resolución solicitando apoyo para el matrimonio civil de parejas homosexuales a la Comisión de Acción Social del movimiento Reformista; cuando fue aprobado por ellos, Wenig la presentó a la Conferencia Central de Rabinos Americanos, que la aprobó en 1996.
Wenig se casó con Sharon Kleinbaum en 2008; aunque posteriormente se divorciaron.
En 2015, Wenig se convirtió en el primera presidenta judía de la Academy of Homeltics.
Wenig ahora enseña liturgia y homilética en el Colegio de la Unión Hebrea - Instituto Judío de Religión.